# Doricha eliza
El colibrí de Elisa, colibrí mejicano, colibrí tijereta mexicano,  tijereta yucateca o colibrí cola hendida (Doricha eliza) es una especie de ave apodiforme de la familia Trochilidae —los colibríes—, una de las dos pertenecientes al género Doricha. Es endémico de México.

## Distribución y hábitat
Existen dos poblaciones disyuntas en México que se sitúan en el centro de Veracruz y en la zona costera norte de la península de Yucatán en Campeche y Quintana Roo.
Esta especie es considerada poco común en sus hábitats naturales: los matorrales áridos de tierras bajas, bordes semiabiertos de manglares y jardines. La población aislada de Veracruz se da en la selva baja caducifolia seca.

## Estado de conservación
El colibrí de Elisa ha sido calificado como casi amenazado por la Unión Internacional para la Conservación de la Naturaleza (IUCN) debido a que su pequeña zona de distribución y su reducida población, estimada entre 2500 y 10 000 individuos maduros, se presumen estar en decadencia como resultado de la continua pérdida y degradación de su hábitat. 

## Sistemática

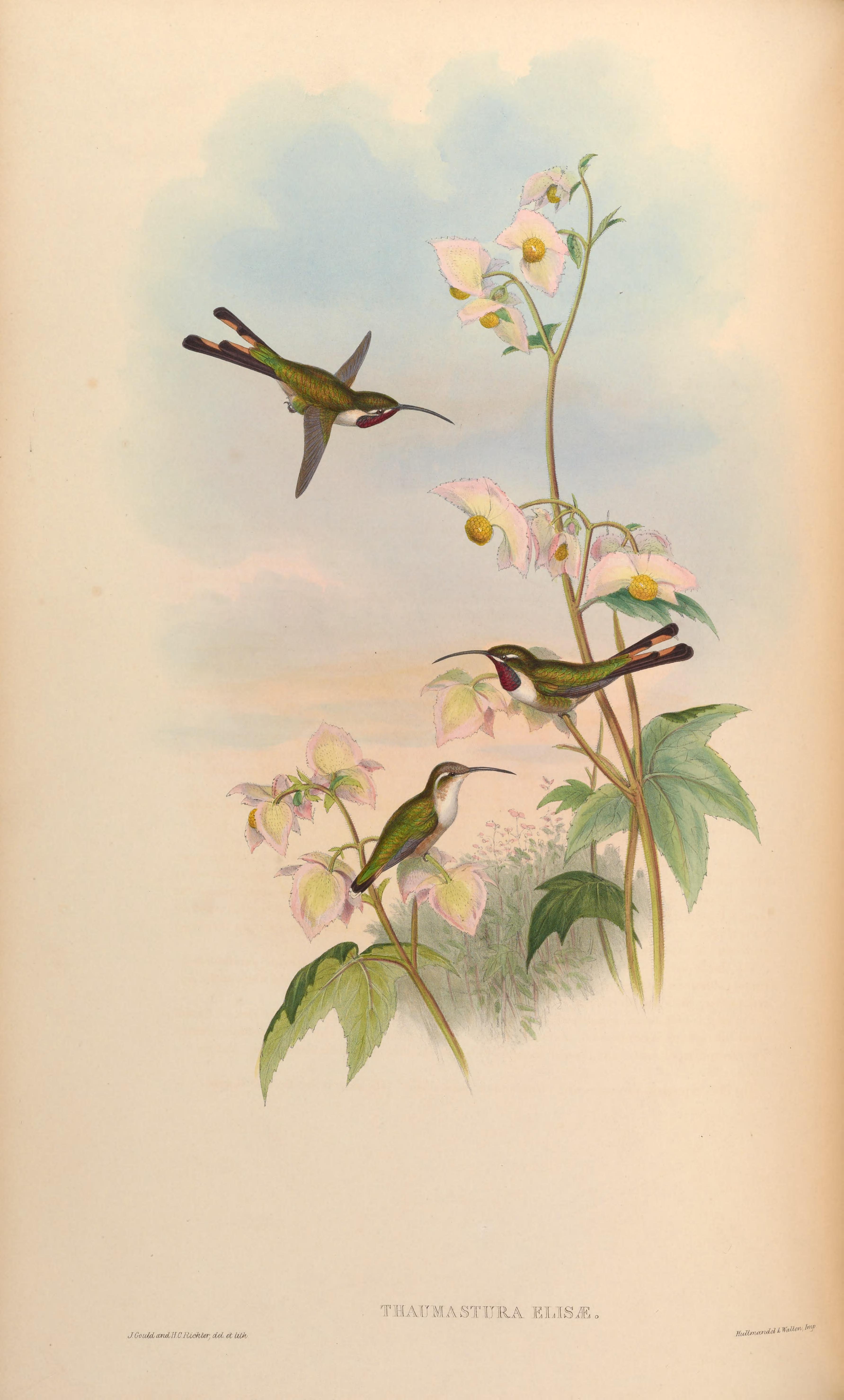
Thaumastura eliza, sinónimo de Doricha eliza, ilustración de Gould y Richter en A monograph of the Trochilidae, or family of humming-birds 3, 1861.

### Descripción original
La especie D. eliza fue descrita por primera vez por los ornitólogos franceses René Primevère Lesson & Adolphe Delattre en 1839 bajo el nombre científico Trochilus eliza; la localidad tipo dada es: «entre Vera Cruz y Jalapa, Veracruz, México.».

### Etimología
El nombre genérico femenino «Doricha» se refiere a «Doricha» una famosa cortesana o hetera de la antigua Grecia (700 A.C.); y el nombre de la especie «eliza», es un homenaje a Élise Lefèvre (1801–1877) esposa del zoólogo francés Amédée Lefèvre.

### Taxonomía
Es monotípica.